# Perles (Aisne)
Perles korábbi község Franciaországban, Aisne megyében. Lakosainak száma 79 fő (2018. január 1.). Perles Bazoches-sur-Vesles és Fismes községekkel határos.
2016. január 1-jén hat másik korábbi községgel egyesült és az így létrejött Les Septvallons új község része lett.

## Népesség
A település népességének változása:
| Lakosok száma | 102  | 65   | 57   | 56   | 66   | 83   | 81   | 79   | 79   | 79   |
|               | 1962 | 1968 | 1982 | 1990 | 1999 | 2008 | 2011 | 2013 | 2017 | 2018 |